# Нижняя тундра (рассказ)
«Нижняя тундра» — сатирико-философский психоделический фантастический рассказ 1999 года Виктора Пелевина. 
Написан специально для выпуска одноимённого альбома рок-группы «Ва-Банкъ», напечатан во вкладыше буклета. Вошёл в авторский сборник «Relics. Раннее и неизданное» 2005 года.
Исследователи отмечают, что текст рассказа позволяет судить об экспериментальной работе «Ва-банка».
В 2007 году Издательский дом «Союз» выпустил аудиокнигу рассказов Виктора Пелевина: пять известных рассказов в исполнении автора, куда вошёл рассказ «Нижняя тундра».
У него приятный мальчишеский голос, а предваряющий рассказ «Нижняя тундра» эпиграф из Джона Чивера он произносит на приятном тщательном английском хорошего ученика спецшколы. — Анна Наринская

## История создания
После прочтения романа «Чапаев и пустота» группа «Ва-Банкъ» находилась под очень большим впечатлением от произведения Виктора Пелевина. У Александра Ф. Скляра рождается мысль:
а что если попробовать изобрести новый жанр, сделать саундтрек к ненаписанному рассказу. — Александр Ф. Скляр
Идея состоит в том, что Виктор Пелевин создаёт новый рассказ, а группа «Ва-Банк» к нему пишем саундтрек и издаётся это как мультижанровый творческий продукт. 
До этого ни рассказ, ни саундтрек никуда не выкладываются. — Александр Ф. Скляр
Андрей Гаврилов даёт Александру Ф. Скляру телефон Пелевина. Александр звонит Виктору и излагает идею, через несколько месяцев Виктор возвращается с положительным ответом. Работа над произведением также длится несколько месяцев. Виктор Пелевин передаёт рукопись группе «Ва-банк». В рукописи содержатся пометки с названиями будущих песен. Производство альбома займёт около 9 месяцев.

Виктора Пелевина не было на премьере альбома.
Штука в том, что в последний раз мы с ним встретились, когда я ему передал кассету с «мастером», и с тех пор больше мы не виделись никогда. Он не позвонил и ничего не написал насчет вышедшей «Нижней Тундры». То есть просто пропал из моей жизни. Это, конечно, потрясающе совершенно, но факт. Мы отлично общались в процессе создания альбома, но сразу после окончания работы он отрулил. — Александр Ф. Скляр

## Сюжет
Император Юань Мэн, чтобы найти способ избавится от музыки разрушения и гибели колдуна Сонхамы, откушав изрядное количество небесных грибов, отбыл к духу Полярной звезды. Путь к духу Полярной Звезды лежал через колодец в снежной степи…
В рассказе описываются взаимоотношения СССР и США в понятиях и при помощи вокабуляра жителя тундры. Показывается действительность России 90-х через эстетику средневековой Китайской культуры.
Главный герой — Юань Мэна путешествует в другую реальность, употребляя вещества, расширяющих сознание.

## Издания
- сборник «Relics. Раннее и неизданное», 2005 г.
- сборник «Все рассказы», 2005 г.